# Begrænset statsmagt
En begrænset statsmagt er en regeringsform, hvor enhver indblanding fra regeringen i borgernes personlige friheder og økonomiske gøren er begrænset til det minimale ved lov, som regel i en forfatning. Ideen om en lovmæssigt begrænset statsmagt har tæt sammenhæng med de klassisk liberale og libertære ideologier, og den minarkistiske statsform.
Princippet om en begrænset statsmagt er, i forskellige udstrækning, almindeligt anerkendt i den vestlige verden. Selve princippet har rødder i hebræisk ret og genfindes i f.eks. Magna Carta og Forfatningen for Amerikas Forenede Stater.
| filosofi | Spire Denne filosofiartikel er en spire som bør udbygges. Du er velkommen til at hjælpe Wikipedia ved at udvide den. |

| Politik | Spire Denne artikel om politik og ideologi er en spire som bør udbygges. Du er velkommen til at hjælpe Wikipedia ved at udvide den. |